# Friedrich Sebald Ringelhardt

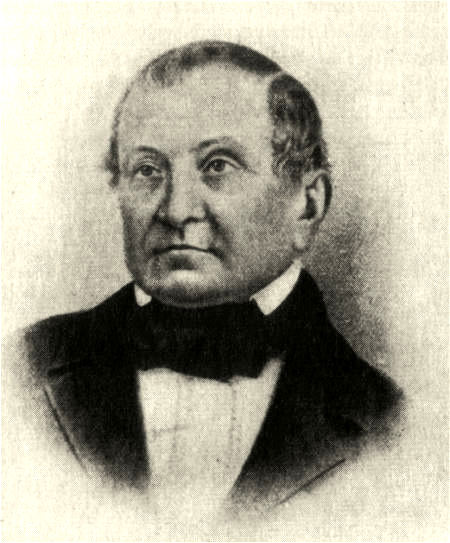
Friedrich Sebald Ringelhardt

Friedrich Sebald Ringelhardt (* 17. April 1785 in Ostrau bei Halle/Saale; † 24. Dezember 1855 in Schönefeld bei Leipzig) war ein deutscher Schauspieler, Theaterregisseur und Theaterdirektor.

## Leben und Wirken
Ringelhardt begann von 1804 bis 1806 zunächst ein Studium der Rechtswissenschaften an der Universität Halle, wechselte dann aber alsbald auf das Schauspielfach. Er debütierte 1806 in Magdeburg und erhielt nachfolgend Arrangements in Rudolstadt bei Georg Dengler, in Amberg bei Edmund von Weber und an den Bühnen von Ansbach, Karlsbad, Bayreuth und Nürnberg. Im Anschluss daran stand Ringelhardt in den Spielzeiten 1808/1809 bei Franz Seconda in Dresden, 1809/1810 in Riga, 1810/1811 mit der Königsberger Schauspieltruppe von Carl Steinberg in Elbing und 1811/1812 in Danzig unter Vertrag. Nach einem Gastspielauftritt 1812 mit dem Danziger Ensemble in Breslau wurde Ringelhardt von der Breslauer Theaterleitung als Schauspieler und Theaterregisseur verpflichtet. Dort blieb er bis 1816 und heiratete zwischenzeitlich im Jahr 1814 die Sängerin und Schauspielerin Victorine Weyrauch.
Im Anschluss an eine Gastspielreise unter anderem nach Brünn, Wien, Pest und Prag wurde Ringelhardt ab der Spielzeit 1816, anfangs noch zusammen mit Carl Gerber, als Theaterdirektor in Bremen verpflichtet. Nach einem Gastspielauftritt im Mai/Juni 1820 in dem Ensemble von Josef Derossi, wurde er als Derossis Co-Direktor übernommen und leitete in seinem Auftrag von September 1820 bis Mai 1821 die Winterspielzeiten in Köln. Zwischen 1822 und 1832 war er als eigenverantwortlicher Theaterdirektor tätig, unter anderem weiterhin für das Winterprogramm in Köln, daneben von 1823 bis 1825 am Alten Komödienhaus und anschließend bis 1828 am Theater Aachen, sowie zwischenzeitlich 1826/1827 vertretungsweise auch in Bonn und ab 1828 in Trier und ab 1830 in Koblenz. 
Von 1832 bis 1844 wurde Ringelhardt dann als Theaterdirektor an das Alte Theater in Leipzig berufen. Dort scharte er allerlei Talente um sich, darunter die Künstlerfamilie Albert Lortzing, den Opernsänger August Kindermann und den späteren Führer der Märzrevolution 1848/49, Robert Blum, den er schon am Kölner Theater als Theatersekretär, Bibliothekar und Kassenassistent eingestellt hatte. Die Zeit in Leipzig war auch Dank des ausgewogenen Spielplanes und der ausgesuchten Künstler die erfolgreichste für Ringelhardt, was jedoch in den Zeiten des Vormärz Neider und Kritiker auf den Plan riefen, allen voran Heinrich Laube. Dieser hatte schon seit 1835 versucht, die Stadtverordneten gegen Ringelhardt aufzustacheln, um die Verlängerung des Vertrages mit Ringelhardt 1838 zu verhindern. Doch nach einer Petition der Familie Lortzing und anderer Künstler des Ensembles wurde dem Ansinnen Laubes nicht stattgegeben und der Vertrag stattdessen sogar bis 1844 verlängert. Im Anschluss daran übernahm Ringelhardt von 1845 bis 1850 noch die Theaterleitung in Riga, bevor er sich schließlich zur Ruhe setzte und fünf Jahre später in Schönefeld bei Leipzig verstarb.

## Ringelhardt und Lortzing
Friedrich Sebald Ringelhardt war ein maßgeblicher Förderer des noch jungen Albert Lortzing, den er schon im Ensemble von Josef Derossi in Aachen kennengelernt hatte. Ab seiner Zeit als Theaterdirektor in Köln holte er ihn und seine Frau Rosina Regina Ahles als Sänger und Schauspieler in sein Ensemble. Albert Lortzings Bekanntheitsgrad stieg dabei rasant an und er wurde überall als Publikumsliebling gefeiert. Auch als Ringelhardt 1832 nach Leipzig gewechselt hatte, engagierte er die Familie Lortzing einschließlich der Eltern Albert Lortzings, die ebenfalls als Schauspieler tätig waren, am Alten Theater Leipzig. Ringelhardt, der wie alle Bühnenleiter in damaliger Zeit schwerpunktmäßig italienische und französische Modeopern ins Programm aufnahm, sah sich durch die Beliebtheit Albert Lortzings veranlasst, ihn nun auch als deutschen Komponisten dem Publikum vorzuführen und dessen seine ersten komischen Opern zur Aufführung zu bringen. Lortzing feierte nun auch hierbei große Erfolge und strebte daraufhin die Position des Kapellmeisters in Leipzig an. Jedoch verwehrte Ringelhardt ihn dies, weil er ihn zwar für einen guten Schauspieler und Komponisten hielt, aber noch nicht für die Tätigkeit des Kapellmeisters als geeignet ansah. Erst bei Ringelhardts Wechsel nach Riga wurde Lortzing dann als Kapellmeister in Leipzig engagiert.

## Familie
Seine Tochter war die Schauspielerin Therese Ringelhardt, sein Schwiegersohn der Schauspieler Wilhelm Baumeister, seine Enkelin Antonie Baumeister.